# Megastigmus pinus
Megastigmus pinus is een vliesvleugelig insect uit de familie Torymidae. De wetenschappelijke naam is voor het eerst geldig gepubliceerd in 1857 door Parfitt.